# Barbaro

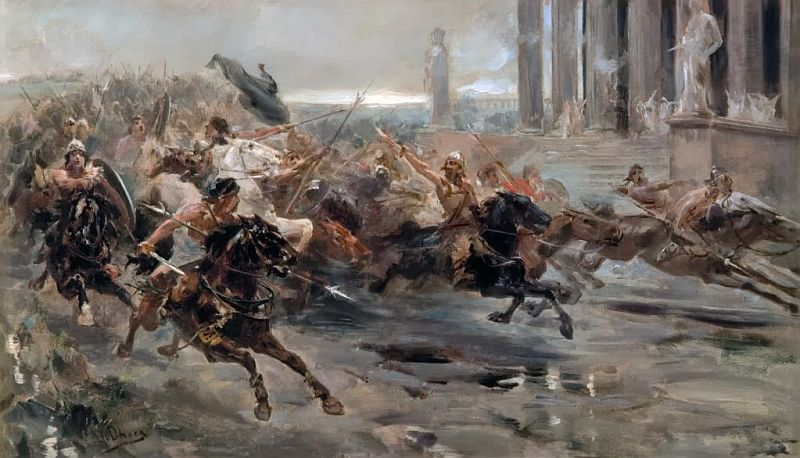
La entrada de los Hunos en Roma del pittore spagnolo Ulpiano Checa, 1887.

Barbaro (in greco antico: βάρβαρος?, bárbaros, passato in latino come barbarus) è la parola onomatopeica con cui gli antichi greci indicavano gli stranieri (letteralmente i "balbuzienti"), cioè coloro che non parlavano greco, e quindi non erano di cultura greca. 
Il termine latino barbarus significava invece "straniero" ovvero estraneo alla mentalità greco-romana. Questa accezione si diffuse ampiamente nel contesto politico-sociale dei conflitti del III-IV secolo. Nei testi latini il termine “barbarus” è spesso accompagnato da aggettivi come “ferus” (violento) e “iracundus” (iracondo), che definiscono il significato negativo della parola originaria.
Il concetto, con nomi differenti, è stato usato in diverse culture anche precedenti quella greca.
(Montaigne, 1580, Del costume e del non cambiare facilmente una legge ricevuta, in Saggi, Mondadori, Milano, 1986)

## I barbari nella cultura classica
La stessa sillaba ripetuta che forma la parola (bar-bar) fa riferimento ad un suo altro significato affine: balbettante, a riprodurre quelli che agli ellenofoni (pur mancando l'unità politica tra le polis, i Greci si consideravano un'unica entità culturale proprio sulla base della lingua comune) sembravano dei versi inintelligibili ed addirittura animaleschi; ad esempio, Erodoto usa per descrivere la lingua di un popolo Etiope il verbo "τρίζειν", normalmente usato per riferirsi al verso del pipistrello. Da qui nacque la distinzione tra Grecia e barbari.
Si ritiene inoltre che i popoli detti "semibarbari" venissero così classificati a causa della particolarità delle loro lingue, differenti dal greco soprattutto nella pronuncia. È interessante ricordare che gli sciti erano considerati dai greci come il più barbaro tra i popoli, anzi il popolo barbaro per eccellenza (occasionalmente sostituiti in quest'ultimo ruolo dai Persiani, soprattutto quando il Barbaro veniva presentato come minaccia). Il carattere prettamente linguistico della "grecità" si accentua con l'ellenismo, quando ogni uomo che parla, legge e scrive in greco è membro, oltre che partecipe, del mondo e della cultura greca. 
Il termine assunse un significato più strettamente correlato all'aspetto etnico ed ideologico nella Roma repubblicana, in cui veniva accentuata, rispetto all'uso greco, la "missione civilizzatrice" del popolo romano (In età monarchica, invece, Roma era ancora difficilmente riconoscibile nell'eterogenea miriade di popoli del tempo, in cui ogni civiltà era profondamente influenzata da quelle dei vicini).
In età imperiale il vocabolo avrebbe riassunto il significato ellenistico, con l'aggiunta di una certa sfumatura anche culturale (ad esempio, la mancanza di leggi scritte, di un alfabeto, ecc., erano le prerogative principali del barbaro, unite ad un fermo e testardo rifiuto dell'ordine romano, simboleggiato dal sistema legislativo romano).
Nel mondo greco-romano, insomma, il termine "barbaro" era uno strumento essenziale che i popoli greci, prima, e romani, poi, utilizzavano per definire sé stessi, prendendolo come pietra di paragone, in quanto "anormale" rispetto agli standard, per poter definire la "normalità". Tale caratteristica non fu mai esclusiva del pensiero mediterraneo, o anche semplicemente europeo, ma fu il risultato del naturale etnocentrismo di varie civiltà del mondo antico, e in certi casi anche cronologicamente successivo.
Il Cristianesimo ha utilizzato il termine barbaro nella sua accezione ellenica: l'apostolo Paolo lo usa nel Nuovo Testamento (Lettera ai Romani 1:13) per indicare i non-greci o chi semplicemente parla una lingua diversa (Prima lettera ai Corinzi, 14:11).
Greci e barbari per Paolo si distinsero rispettivamente per sapienza ed insipienza. Taziano invece sostiene la superiorità della cultura dei barbari rispetto a quella dei filosofi greci considerata vana. Taziano pone in rilievo le molteplici invenzioni o le usanze apprese dai barbari in Europa: mentre i Romani cavalcavano a pelo o su una coperta, i barbari utilizzavano già una sella e delle staffe; mentre i Romani conservavano il vino nella terracotta e lo allungavano con acqua calda e salata, i barbari lo conservavano in botti di legno; furono i barbari ad introdurre la birra, prodotta con il luppolo; furono i barbari a introdurre le brache, ossia i pantaloni, al posto delle tuniche.
Poiché con il IV secolo l'Impero Romano cominciò a divenire cristiano, barbaro cominciò ad assumere il significato di non romano (giacché non cristiano).
In questo periodo barbare per antonomasia furono quelle popolazioni (Vandali, Eruli, Unni, Visigoti, Ostrogoti, Goti, ecc.) che dalle loro terre di origine, solitamente localizzate nell'Europa settentrionale, scesero a ondate nell'Impero. In questo periodo Roma necessitava di possedere grossi eserciti per affrontare i vari nemici e decise di immettere all'interno delle proprie milizie i barbari che vengono così integrati sul suolo imperiale arrivando ad ottenere brillanti carriere (Fraomario, Dagalaifo, Merobaude).
Questi barbari approfittarono della crisi in cui già versava l'Impero e ne accelerarono la decadenza fino alla dissoluzione: oltre alle guerre, ai saccheggi e alle distruzioni, finirono con il fondare dei veri e propri stati, spezzando l'antica unità dell'Impero e dando inizio ai regni romano-barbarici.

## I barbari nella cultura moderna
Nelle storie fantasy e nei giochi di ruolo i barbari sono solitamente rappresentati come dei guerrieri coraggiosi e non civilizzati che attaccano con furia. Tra questi Conan il Barbaro è certamente il più noto.
L'ammirazione contemporanea per questi barbari fantasy può essere fatto risalire all'illuminismo che tendeva ad idealizzare il buon selvaggio (vedi anche la figura di Tarzan).
Oggi la parola barbaro è normalmente utilizzata nel senso di "selvaggio", per indicare persone percepite come incivili o primitive. Il sostantivo "barbarismo", invece, stigmatizza l'uso inutile di una parola straniera nel parlare o scrivere. Non va quindi confuso con solecismo che indica una violazione delle regole della grammatica.
Nell'ideologia del materialismo storico, la fase barbara è la seconda sottofase del comunismo primitivo.